# Агренев-Славянский, Дмитрий Александрович
Дми́трий Алекса́ндрович Агре́нев-Славя́нский (настоящая фамилия Агренев; 7 [19] декабря 1836, 1834 или 1833, Москва, Российская империя — 10 [23] июля 1908 или 11 [24] июня 1908, Русе, Болгария) — русский певец (тенор) и хоровой дирижёр, собиратель народных песен.

## Биография
Происходил из старинного дворянского рода. Знаменитая поэтесса и горячая почитательница музыкального искусства Е. П. Ростопчина, в музыкально-литературный салон которой был вхож Агренев, посоветовала молодому офицеру взять сценический псевдоним Славянский и заняться вокальным искусством, «определила основное кредо его деятельности как проводника эстетики глубинной певческой культуры русского народа» и в дальнейшем постоянно следила за его успехами. Благодаря ей Агренев получил возможность бесплатно учиться у Федерико Риччи, жившего и преподававшего в это время в Санкт-Петербурге, и бесплатно посещать театры. Также он учился вокалу в Москве у чешского хормейстера Рудольфа Славика, а затем перебрался и в Италию, где пребывал до 1862 года. Вернувшись в Россию, концертировал преимущественно с русскими народными песнями. Сотрудничал с режиссёром А. Я. Алексеевым-Яковлевым, который ставил «живые картины» к концертной программе его хора.
В 1868 году основал смешанный хор «Славянская капелла», взяв то же слово и в качестве собственного псевдонима. Первоначальный состав включал 25 исполнителей, но в дальнейшем существенно расширялся и был дополнен группой мальчиков, а с 1882 года выступал в стилизованных под XVI—XVII века костюмах. Уже в 1869 году капелла гастролировала в США, затем последовали многочисленные европейские гастроли. Подбором и обработкой фольклорного материала для репертуара капеллы Агренев-Славянский занимался вместе со своей женой Ольгой Христофоровной Агреневой-Славянской (1847—1920).
Умер в Болгарии во время прощальных гастролей, после чего руководство капеллой перешло к его дочери Маргарите.

## Семья
- Жена: Ольга — фольклористка, этнолог, этнограф, музыкант, композитор.
- Сыновья:
  - Юрий (1876—1918) — возглавлял часть распавшейся после смерти отца «Славянской капеллы».
  - Кирилл (1885—1948) — композитор и дирижёр русского зарубежья.
- Дочь: Маргарита (1880—1964) — руководила второй частью капеллы (после 1908). Во второй половине 1920-х годов выехала с некоторыми певцами из «Славянской капеллы» за рубеж; c 1931 года проживала и вела концертную деятельность в США.